# Левски (Варненская область)
Левски (болг. Левски) — село в Болгарии. Находится в Варненской области, входит в общину Суворово. Население составляет 207 человек.

## Политическая ситуация
Левски подчиняется непосредственно общине и не имеет своего кмета.
Кмет (мэр) общины Суворово — Павлин Михайлов Параскевов (независимый) по результатам выборов в правление общины.